# 1-й Ковальський провулок (Житомир)
1-й Ковальський провулок — провулок в Корольовському районі міста Житомир. 

## Розташування
Розташований у завокзальній частині міста. Бере початок від вулиці Сергія Параджанова. Завершується у Ковальському проїзді. Г-подібний на плані. Прямує на південний захід затим повертає на південний схід. 

## Історія
Станом на початок ХХ століття місцевості за місцем розташування майбутнього провулка притаманна заболоченість.  
Провулок виник після Другої світової війни на вільних від забудови землях між переважно сформованими до початку Другої світової війни садибами нинішніх вулиць Сергія Параджанова та Пилипа Орлика. У 1959 році провулку надана назва «1-й Кузнєчний провулок», яка пояснюється тим, що провулок розпочинався від тодішньої Кузнєчної вулиці. Станом на 1968 рік провулок та його забудова сформовані. 